# Reformní zákon (1867)
Reformní zákon z roku 1867 (známý také jako Druhý reformní zákon), formálně Representation of the People Act 1867, je britský zákon, který rozšířil volební právo i na část dělnické třídy v Anglii a Walesu. Před vydáním tohoto zákona mohl volit ze zhruba sedmi miliónů dospělých mužů Anglie a Walesu pouze asi jeden milion.
Uvedený zákon tento počet přibližně zdvojnásobil. V přijaté formě zákon rozšířil volební právo a zakázal slučování (praxe placení daní majitelům pozemků). Voliči se nově stali dospělí muži, vlastnící dům a nájemníci, kteří platili nájemné minimálně ve výši 10 liber, byly eliminovány malé volební obvody (rotten borough) s počtem voličů menším než 10 000, byly vytvořeny volební obvody v patnácti nezastoupených městech a bylo rozšířeno zastoupení velkých měst, jakými byly Liverpool a Manchester. Nicméně výsledkem byla jen malá změna v obsazení Dolní sněmovny, na kterou spoléhala Konzervativní strana.